# Senorbì
Senorbì là một đô thị ở tỉnh Sud Sardegna, vùng Sardegna của Ý, có vị trí cách khoảng 35 km về phía bắc của Cagliari. Đến thời điểm ngày 31 tháng 12 năm 2004, đô thị này có dân số 4.455 và diện tích là 34,4 km².
Đô thị Senorbì có các frazione (subdivision) Arixi e Sisini.
Senorbì giáp các đô thị: Ortacesus, San Basilio, Sant'Andrea Frius, Selegas, Siurgus Donigala, Suelli.